# Моисеевский, Александр Гаврилович
Александр Гаврилович Моисеевский (Мойсеевский) (18 октября 1902 года — 18 марта 1971 года) — советский военачальник, участник Великой Отечественной войны, Герой Советского Союза (6.04.1945). Генерал-майор (16.10.1943).

## Молодость и гражданская война
Родился 18 октября 1902 года в городе Верный (сейчас город Алма-Ата) в рабочей семье. Жил в городе Томске. Окончил 2 класса Томской гимназии. Работал на местном дрожжевом заводе.
В Красную Армию вступил добровольцем сразу после занятия Томска красными и изгнания войск адмирала А. В. Колчака в декабре 1919 года. Участвовал в Гражданской войне, служил красноармейцем в 267-м стрелковом полку 30-й стрелковой дивизии, воевал на Восточном фронте. С войсками 5-й армии прошёл от Томска до Гусиноозёрского дацана в Бурятии, участвовал в Красноярской операции и в боях в районе Иркутска. С июля 1920 года служил в запасном артиллерийском дивизионе 1-й Сибирской запасной бригады в Забайкалье. В мае 1921 года направлен учиться.

## Межвоенное время
В мае 1922 года окончил годичные курсы радиотехников при 3-м учебно-опытном радиотелеграфном дивизионе в Томске, после чего оставлен в нём командиром взвода. Но уже в сентябре того же года переведён в строевые части, служил помощником начальника радиостанции 18-го стрелкового корпуса Западно-Сибирского военного округа, с мая 1923 — командиром радиовзвода 3-й отдельной учебной радиороты при штабе 5-й армии, с января 1924 — комендант аэродрома 17-го отдельного разведывательного радиоотряда ВВС 5-й армии, с февраля 1925 — начальник связи 2-го отдельного разведывательного радиоотряда Сибирского ВО. Член ВКП(б) с 1924 года.
С мая 1925 года служил в 21-м артиллерийском полку 21-й Пермской стрелковой дивизии: начальник связи полка, квартирмейстер, помощник начальника полковой школы по политической части, ответственный секретарь партийного бюро полка, помощник комиссара полка. В 1929 года в составе полка участвовал в боевых действиях на КВЖД, за отличия в боях награждён орденом Красного Знамени.
С февраля 1932 года — помощник военкома и военком 78-го артиллерийского полка 78-й стрелковой дивизии Сибирского ВО (Томск). В 1935-1936 годах учился на курсах усовершенствования старшего политического состава при Военно-политической академии РККА, после их окончания вернулся в свой полк. При введении персональных воинских званий в 1935 году А. Г. Моисеевскому присвоено воинское звание батальонный комиссар. С января 1937 года — начальник группы контроля при Военном совете Сибирского военного округа. С июля 1940 года — начальник отдела боевой подготовки штаба СибВО. В 1940 году окончил два курса Военной академии РККА имени М. В. Фрунзе (заочно). 

## Великая Отечественная война
С началом Великой Отечественной войны в Сибирском ВО была спешно сформирована 24-я армия, которая уже в июле 1941 года прибыла под Вязьму и вошла в состав Фронта резервных армий (с 30.07.1941 — Резервный фронт). Полковник Моисеевский был назначен начальником отдела боевой подготовки этой армии. Участник Смоленского сражения, в том числе Ельнинской наступательной операции. С 11 сентября 1941 года — командир 303-й стрелковой дивизии этой армии. В начале немецкого генерального наступления на Москву (операция «Тайфун») попал в окружение в Вяземском котле 5 октября 1941 года, в ноябре создал из бойцов-«окруженцев» партизанский отряд, стал его командиром и действовал с ним в Можайском районе Московской области. 
21 января 1942 года отряд соединился с наступавшими войсками 33-й армии Западного фронта. Проходил спецпроверку в Алабинском спецлагере НКВД. После её завершения 23 февраля 1942 года был назначен заместителем командира 160-й стрелковой дивизии 33-й армии.
С августа [1942 года до Победы — командир 312-й стрелковой дивизии  В этой должности воевал до окончания войны, под его командованием соединение прошло славный боевой путь. Сначала дивизия воевала в составе 20-й, 29-й, 5-й армий Западного фронта, участвуя в первой Ржевско-Сычёвской, Ржевско-Вяземской, Смоленской наступательных операциях. Особенно отличилась дивизия в последней из этих операций, освободив город Дорогобуж, форсировав Днепр и принимая участие в освобождении Смоленска. За эту операцию ей было присвоено почётное наименование «Смоленская» (25.09.1943).
С октября дивизия воевала в составе 10-й гвардейской армии 2-го Прибалтийского фронта, была переброшена под Псков и участвовала в Старорусско-Новоржевской операции, освободив 27 февраля 1944 года город Пустошка (совместно с 119-й гвардейской стрелковой дивизией). В апреле 1944 года дивизию перебросили в Белоруссию и передали в 69-ю армию 1-го Белорусского фронта. В этой армии она отличилась в ходе Люблин-Брестской наступательной операции (составная часть Белорусской стратегической операции «Багратион»): прорвав несколько рубежей долговременной немецкой обороны под Ковелем, дивизия вышла на немецкие тылы, с ходу форсировала реку Западный Буг, вступила на территорию Польши и освободила город Холм (22 июля), а при дальнейшем наступлении первой в армии форсировала Вислу под городом Казимеж-Дольны в ночь на 4 августа, захватив и удержав плацдарм. Дивизия была награждена орденом Красного Знамени (9.08.1944). 
Командир 312-й стрелковой дивизии (91-й стрелковый корпус, 69-я армия (СССР), 1-й Белорусский фронт) генерал-майор А. Г. Моисеевский проявил выдающиеся боевые качества и отвагу в Висло-Одерской наступательной операции. Действуя на направлении главного удара корпуса, в первый же день наступления дивизия прорвала два мощных оборонительных рубежа у города Пулавы, при преследовании врага настигла и разгромила на марше два отступавших немецких пехотных полка, прошла с боями за 9 суток свыше 200 километров и 23 января с ходу ворвалась в город-крепость Познань, овладев западными кварталами города Был нанесён большой урон противнику.
Указом Президиума Верховного Совета СССР от 6 апреля 1945 года за образцовое выполнение боевых заданий командования на фронте борьбы с немецкими захватчиками и проявленные при этом отвагу и геройство генерал-майору Моисеевскому присвоено звание Героя Советского Союза.
Завершил свой славный боевой путь генерал Моисеевский участием в Берлинской наступательной операции, штурмовал Берлин и встретил Победу в парке Тиргартен. В Берлине дивизия пленила свыше 5000 немецких солдат и офицеров. За сражения 1945 года дивизия была награждена орденами Суворова (19.02.1945) и Кутузова (11.06.1945) 2-х степеней, вручен полководческий орден и её командиру.

## Послевоенная служба
После войны 312-я стрелковая дивизия была расформирована. С 5 июля по 30 октября 1945 года А. Г. Моисеевский командовал 230-й стрелковой Сталинской ордена Суворова дивизией в 5-й ударной армии Группы советских оккупационных войск в Германии, с 31 октября 1945 года — командовал 17-й механизированной дивизией (сформирована на базе 230-й стрелковой дивизии), с 12 июня 1947 по 16 декабря 1947 года — командовал 1-й механизированной дивизией во 2-й гвардейской механизированной армии ГСОВГ. С декабря 1947 по июнь 1950 года — командир 32-й гвардейской механизированной дивизии Прикарпатского военного округа. Затем убыл на учёбу. 
Окончил Высшие академические курсы при Высшей военной академии имени К. Е. Ворошилова в 1951 году. С августа 1951 года — начальник Управления боевой подготовки Главного автотракторного управления Военного министерства СССР. После реорганизации в мае 1953 года был начальником отдела боевой подготовки и эксплуатации Автотракторного управления Министерства обороны СССР. В марте 1954 года уволен в запас.

Могила на Ваганьковском кладбище

Умер 18 марта 1971 года в Москве. Похоронен на Ваганьковском кладбище (15 уч.).

## Награды
- Герой Советского Союза (6 апреля 1945 года);
- два ордена Ленина (21.02.1945, 6.04.1945);
- четыре ордена Красного Знамени (4.04.1930, 30.03.1943, 3.11.1944, 15.11.1950);
- орден Суворова  II степени (29.05.1945);
- орден Кутузова II степени (3.06.1944);
- медаль «За взятие Берлина»;
- медаль «За освобождение Варшавы»;
- другие медали.

## Память
- В городе Славгород (Алтайский край) на Аллее Победы установлен бюст героя.